# Alexis Capiaumont

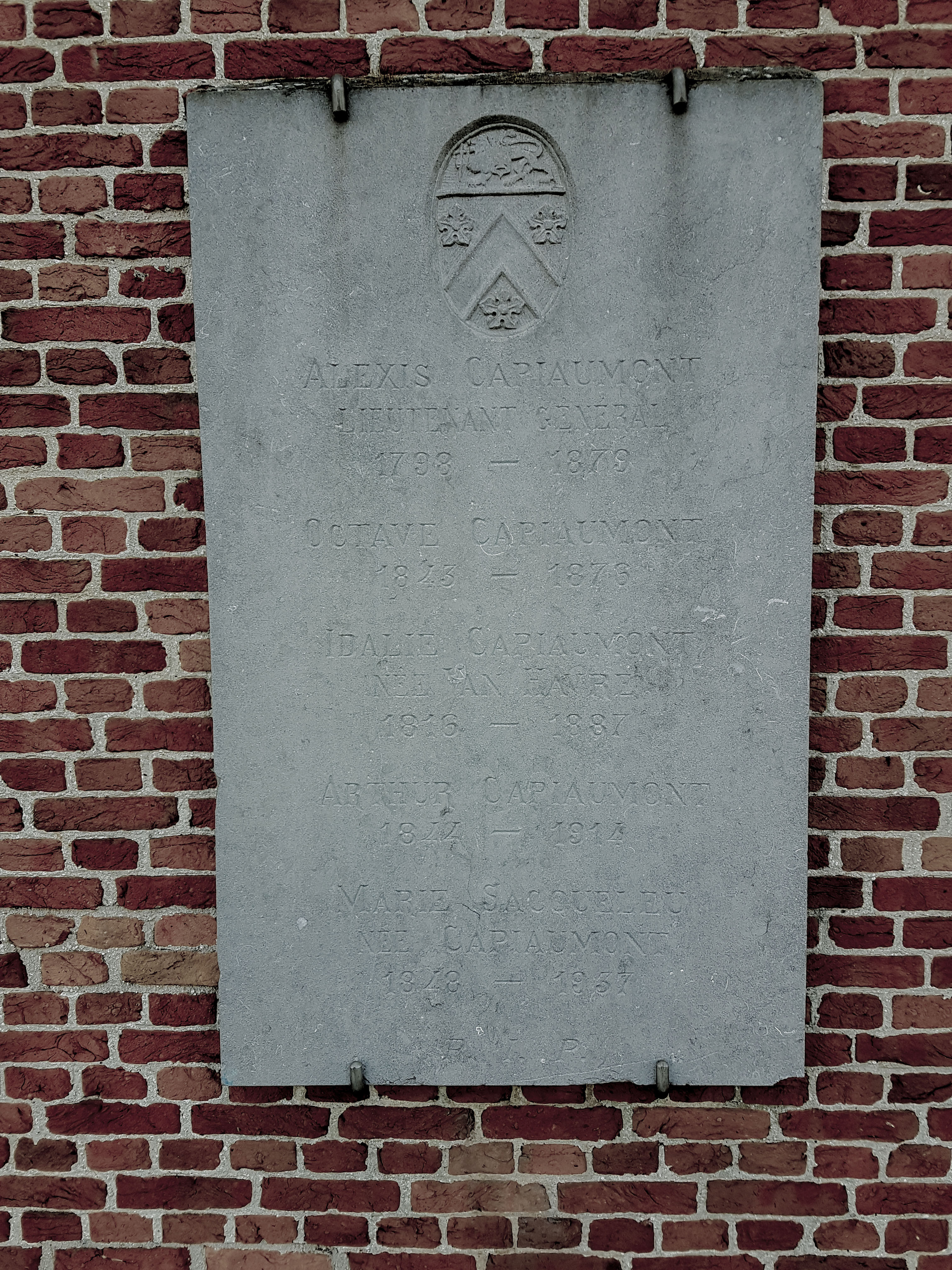
De deksteen van de grafkelder van de familie Capiaumont tegen de gevel van de Sint-Antoniuskerk te Brasschaat

Alexis Adolphe Capiaumont (Brugge, 14 december 1798 - Elsene, 15 maart 1879) was een Belgisch edelman en luitenant-generaal.

## Levensloop
Alexis Capiaumont was een zoon van Henri-Joseph Capiaumont, doctor in de geneeskunde, docent anatomie en pensionaris van de Staten van Henegouwen, en van Catherine Le Mayeur.
Hij liep school in de athenea van Brugge en Versailles. In 1815 trad hij toe tot het leger van het Verenigd Koninkrijk der Nederlanden. Als sergeant nam hij deel aan de strijd tegen het Franse keizerrijk. Hij raakte gewond, maar nam toch deel aan de Slag bij Waterloo.
In juli 1815 werd hij onderluitenant en in 1826 eerste luitenant.  
In 1830 bleef hij trouw aan het Verenigd Koninkrijk. De kroonprins verliet Brussel en vertrouwde de sleutels van zijn residentie toe aan Capiaumont. Bij de gevechten in september werd hij zwaar verwond. In november 1830 stapte hij niettemin over naar het Belgisch leger.
In december werd hij majoor en bevelvoerder van de Belgische militairen in Limburg, aan wie hij opleiding en organisatie verstrekte. Op 27 december gaf hij bevel in Limburg en bleef de militaire eenheden leiden tot in 1833. Hij werd ontgoocheld door het feit dat zijn chef, generaal Daine, in ongenade was gevallen en dacht ontslag te nemen. Hij werd echter bevorderd tot ordonnansofficier van de Belgische koning, op 5 september 1831.
In juni 1836 organiseerde hij het Eerste Regiment Jagers. In juli dat jaar werd hij luitenant-kolonel en in 1841 kolonel. In 1845 werd hij bevorderd tot generaal-majoor en werd bevelvoerder van divisies van de infanterie. Hij werd ook provinciecommandant van Luik tot in 1850. Hij werd reserve-luitenant-generaal, nam in 1855 het bevel over de eerste territoriale divisie, in 1858 over de Tweede Infanteriedivisie. In 1863 ging hij met pensioen.
De volgende jaren schreef hij zijn memoires onder de titel Histoire de l'émancipation de la Belgique en 1830 et 1831. Hij wijdde vooral in detail uit over de Tiendaagse Veldtocht, waarbij hij sterk de verdediging op zich nam van generaal Daine, die door andere militaire auteurs werd verweten verraad te hebben gepleegd. Dit was onrechtvaardig oordeelde hij. De oorzaak van de Belgische nederlaag tijdens de Tiendaagse Veldtocht schreef hij toe aan het gebrek aan ervaring van de Belgische legerleiding. Het boek van meer dan 900 bladzijden was pas klaar toen hij overleed. Zijn erfgenamen, onder druk van bepaalde invloeden, aanvaardden om het boek buiten de handel te houden. Met uitzondering van zeven exemplaren, werd de oplage vernietigd.
Capiaumont trouwde in 1842 in Antwerpen met Idalie van Havre (1816-1887). Ze kregen twee zoons en een dochter, zonder verdere afstamming.
In 1869 werd hij pauselijk graaf en in 1871 werd hij opgenomen in de Belgische erfelijke adel.
In Etterbeek en Berchem is er een Capiaumontstraat, die aan hem herinnert.

## Publicaties
- Manuel d'escrime à la baïonnette, 1848.
- Les Chasseurs belges dits Leloup, 1855.
- La bataille de Louvain de 1831, 1873.
- La Répression des émeutes, 1873.